# جيمي جونز (لاعب كرة قدم بريطاني)
جيمي جونز (بالإنجليزية: Jimmy Jones)‏ (31 أغسطس 1927 في المملكة المتحدة - 5 مايو 2015 في المملكة المتحدة) هو لاعب كرة قدم بريطاني في مركز حراسة المرمى. لعب مع نادي إيفرتون ونادي روتشديل ولينكولن سيتي أف سي وNew Brighton A.F.C. ‏ وأكرينجتون ستانلي ‏.